# Балабаново (Казахстан)
Балаба́ново (каз. Балабаново) — село у складі Байтерецького району Західноказахстанської області Казахстану. Входить до складу Чировського сільського округу.
Населення — 53 особи (2021; 91 у 2009, 218 у 1999, 250 у 1989).